# Nội các
Nội các (Hán tự: 内閣, tiếng Anh: cabinet) là cơ quan gồm có các thành viên cấp cao của chính phủ, thông thường đại diện ngành hành pháp. Đôi khi nội các cũng còn được gọi là Hội đồng Bộ trưởng, Hội đồng Hành pháp, hay Ủy ban Hành pháp.

## Tổng quan
Tại một số quốc gia, đặc biệt là các quốc gia sử dụng Hệ thống Westminster, nội các quyết định chung các chính sách và hướng đi chiến thuật của chính phủ, đặc biệt là các vấn đề quan hệ đến luật lệ mà Nghị viện đã thông qua. Tại các quốc gia theo tổng thống chế như Hoa Kỳ, nội các không hoạt động như một cơ quan quyền lực chung của ngành lập pháp; đúng hơn vai trò chính yếu của nó là một hội đồng cố vấn chính thức của nguyên thủ quốc gia. Theo cách này, tổng thống nhận ý kiến và lời cố vấn cho các quyết định sắp tới. Vai trò thứ hai của các viên chức nội các là điều hành các cơ quan thuộc ngành hành pháp hay các bộ.
Tại đa số quốc gia trong đó có các quốc gia sử dụng hệ thống Westminster, các bộ trưởng nội các được bổ nhiệm từ trong số các thành viên đương nhiệm của ngành lập pháp và họ vẫn là thành viên của ngành lập pháp trong lúc phục vụ trong nội các. Tại các quốc gia khác, đặc biệt là các quốc gia theo tổng thống chế thì ngược lại - các thành viên nội các không thể là các nhà lập pháp đương nhiệm, và nếu nhà lập pháp nào được bổ nhiệm vào nội các thì phải từ chức trước khi nhận nhiệm sở mới trong nội các.
Trong đa số chính phủ, thành viên nội các được gọi là bộ trưởng, và mỗi thành viên giữ một ngành mục khác nhau của chính phủ (thí dụ như "Bộ trưởng Môi trường" etc). Vai trò hàng ngày của đa số thành viên nội các là phục vụ trong vai trò người đứng đầu một bộ phận của bộ máy quan liêu quốc gia mà tất cả các nhân viên khác trong bộ đó phải báo cáo cho mình.
Quy mô của các nội các trên thế giới thì khác nhau tuy đa số có khoảng chừng từ 10 đến 20 bộ trưởng. Các nhà nghiên cứu đã tìm ra một mối quan hệ tỉ lệ nghịch giữa mức độ phát triển của một quốc gia và quy mô nội các: trung bình mà nói, một quốc gia càng phát triển hơn thì quy mô nội các nhỏ hơn.